# والتر شولتسه (سياسي)
والتر شولتسه (بالألمانية: Walter Schultze)‏ (و. 1894 – 1979 م) هو سياسي، وأستاذ جامعي، وطبيب ألماني، ولد في هيرسبروك، كان عضوًا في الحزب النازي، شارك في عملية T4، وانقلاب بير هول، كان عضوًا في كتيبة العاصفة، وشوتزشتافل، توفي في كرايلينغ، عن عمر يناهز 85 عاماً.

## مناصب
تولى منصب عضو مجلس النواب الألماني من ألمانيا النازية
.